# 카잔 학교 총기 난사 사건
2021년 5월 11일 러시아 타타르스탄 공화국 카잔의 한 학교에서 난사 사건이 발생하였다. 이로 인해 7명의 8학년 학생와 2명의 교직원이 사망하였으며, 23명이 부상을 입었다. 용의자는 19세의 일나즈 갈야비예프로, 전 학생으로 알려졌다. 5월 12일, 갈야비예프는 두 명 이상의 살인에 대해 유죄를 인정 하고 구금되었다.